# Saoszjant
Saoszjant – w zaratusztrianizmie mesjasz, który, wysłany przez Ahura Mazdę, ma się pojawić i poprowadzić ludzkość do ostatniej, zwycięskiej bitwy z siłami zła - Angra Mainju.